# Hrvatske eurokovanice
Hrvatske eurokovanice novi su skup kovanica eura koje od srpnja 2022. kuje Hrvatska kovnica novca. Dana 1. siječnja 2023. hrvatska kuna zamijenjena je eurom i kovanice su službeno puštene u optjecaj.
Hrvatska narodna banka nastavit će mijenjati kovanice kuna do 31. prosinca 2025., a novčanice kune primat će se trajno. Do 31. prosinca 2023. cijene su bile dvojno iskazane u eurima i kunama.

## Izgled
Predsjednik Vlade Republike Hrvatske Andrej Plenković 21. srpnja 2021. godine izjavio je kako će narodni znakovi raspoznavanja na hrvatskim kovanicama eura biti hrvatski šahirani grb, zemljovid Hrvatske, kuna, Nikola Tesla i glagoljica.
Vlada Republike Hrvatske predstavila je 4. veljače 2022. dizajne nacionalne strane budućih hrvatskih eurokovanica koje je na javnom natječaju odabrao Savjet Hrvatske narodne banke. Za kovanicu od 2 € odabran je dizajn s geografskom kartom Hrvatske dizajnera Ivana Šivaka. Rubni natpis koristi stihove iz predstave Dubravka Ivana Gundulića iz 1628. godine. Za kovanicu od 1 €, dizajn s kunom koja stoji na grani, odabrana je životinja po kojoj je tadašnja hrvatska valuta dobila ime, dizajnera Stjepana Pranjkovića. Za kovanice od 10 c, 20 c i 50 c odabran je dizajn s Nikolom Teslom, rođenim u Smiljanu, dizajnera Ivana Domagoja Račića. Na kraju, za kovanice od 1 c, 2 c i 5 c odabran je dizajn s ligaturom uvezanim slovima Ⱈ (H) i Ⱃ (R) na glagoljici dizajnerice Maje Škripelj. Svaki je autor za odabrani dizajn dobio 70 000 kn (oko 9300 €).
Nakon što su se na internetu pojavile sumnje da je u izgledu kovanice od 1 € korištena nelicencirana slika kune na grani škotskoga fotografa Iaina Leacha, dizajnera kovanice od 1 €, Stjepan Pranjković je 7. veljače povukao svoj dizajn. Hrvatska narodna banka objavila je 8. veljače raspisivanje novoga natječaja za dizajn hrvatske kovanice od 1 € s motivom kune.
Dana 4. svibnja 2022., na 15. sjednici Nacionalnog vijeća za uvođenje eura, javnosti je predstavljen novi dizajn kovanice od 1 eura (1 €). Izabrani dizajn prikazuje stiliziranu kunu na šahovskoj ploči umjetnika Jagora Šunde, Davida Čemeljića i Frana Zekana. Novi dizajn od 1 € odobrilo je Vijeće EU-a 20. travnja.

### Dizajn
| Prikaz hrvatskih eurokovanica \| Nacionalna strana | Prikaz hrvatskih eurokovanica \| Nacionalna strana | Prikaz hrvatskih eurokovanica \| Nacionalna strana                                                              | Prikaz hrvatskih eurokovanica \| Nacionalna strana | Prikaz hrvatskih eurokovanica \| Nacionalna strana |
| Denominacija                                       | Dizajn | Posebni detalji                                                                                                 | Autor(i)                                           | Slika                                              |
| -------------------------------------------------- | --- | --- | -------------------------------------------------- | -------------------------------------------------- |
| 0,01 €, 0,02 €, 0,05 €                             | Kombinacija glagoljičkih slova Ⱈ i Ⱃ (»HR«, oznaka za Hrvatsku) sa šahovnicom u pozadini. Natpis »HRVATSKA« nalazi se ispod, a godina izdavanja iznad glagoljičkih slova.               | — | Maja Škripelj                                      |                                                    |
| 0,10 €, 0,20 €, 0,50 €                             | Nikola Tesla, okružen elektromagnetskim silnicama. U donjem lijevom segmentu nalazi se šahovnica, a u gornjem natpis »HRVATSKA«. Godina izdavanja nalazi se u desnom segmentu kovanice. | — | Ivan Domagoj Račić                                 |                                                    |
| 1,00 €                                             | Kuna zlatica sa šahovnicom u pozadini, te natpis »HRVATSKA« i godina izdavanja. | — | Jagor Šunde, David Čemeljić, Fran Zekan            |                                                    |
| 2,00 €                                             | Karta Hrvatske sa šahovnicom u pozadini, te natpis »HRVATSKA« i godina izdavanja. | Stihovi Himne slobodi iz Dubravke, drame Ivana Gundulića, na rubu kovanice: »O LIJEPA O DRAGA O SLATKA SLOBODO« | Ivan Šivak                                         |                                                    |

## Prigodne kovanice 2 eura
| Izvor         | Izgled (revers) | Datum optjecaja     | Naklada | Opis | Povod |
| ------------- | --------------- | ------------------- | ------- | --- | --- |
| [ 17 ] [ 18 ] |                 | 15. rujna 2023.     | 250 000 | Na lijevoj strani kovanice nalazi se u sredini, horizontalno postavljen naziv zemlje izdavanja »HRVATSKA« i godina izdavanja »2023.«, natpis »ČLANICA EUROPODRUČJA« ispisan uz vanjski rub središnjeg djela kovanice. Ta dva natpisa čine simbol €. Na desnoj strani kovanice nalazi se šahovnica. | uvođenje eura kao službene valute u Hrvatskoj 1. siječnja 2023. |
| [ 20 ] [ 21 ] |                 | 2. srpnja 2024.     | 200 000 | Na nacionalnoj strani prigodne kovanice nalazi se prikaz osnovnog motiva tvrđave »Stari grad Varaždin«. Osim osnovnog motiva na prigodnoj kovanici prikazani su i natpisi: država izdavanja »HRVATSKA«, godina izdavanja »2024.« te naziv tvrđave »STARI GRAD VARAŽDIN«, koji su svi kružno ispisani uz rub jezgre kovanice. | u sklopu serije »Hrvatski gradovi«, s prigodnim motivima koji predstavljaju znamenitu građevinu u Gradu Varaždinu, bogatoga povijesnoga i kulturološkoga značenja za Republiku Hrvatsku, čiji je prikaz bio jedan od osnovnih motiva na naličju novčanice od 5 kuna. |
| [ 23 ]        |                 | 15. listopada 2024. | 200 000 | Na nacionalnoj strani prigodne kovanice nalazi se prikaz osnovnog motiva portreta Marka Marulića. Osim osnovnog motiva na prigodnoj kovanici nalaze se i natpisi: oznaka za Republiku Hrvatsku »HR«, godina izdavanja »2024.« te ime i prezime Marka Marulića »MARKO MARULIĆ«, koji su ispisani uz rub jezgre kovanice. | u povodu proglašenja godine 2024. »Godinom Marka Marulića« te 500. obljetnice baštine Marka Marulića, s prigodnim motivima koji predstavljaju hrvatskoga književnika Marka Marulića, čija književna ostavština ima bogato povijesno i kulturološko značenje za Republiku Hrvatsku. Prikaz Marka Marulića bio je jedan od osnovnih motiva na licu novčanice od 500 kuna. |
| [ 25 ]        |                 | 14. srpnja 2025.    | 400 000 | Na nacionalnoj strani prigodne kovanice nalazi se prikaz osnovnog motiva kralja Tomislava na konju. U pozadini osnovnog motiva prikazan je i prepoznatljiv hrvatski simbol »hrvatska šahovnica« koji čini dio grba Republike Hrvatske utvrđenog Zakonom o grbu, zastavi i himni Republike Hrvatske te zastavi i lenti predsjednika Republike Hrvatske. Osim osnovnog motiva na prigodnoj kovanici se nalaze i natpisi: »KRALJ TOMISLAV«, godina krunidbe kralja Tomislava »925«., država izdavanja »REPUBLIKA HRVATSKA« i godina izdavanja kovanice »2025.«, koji su svi ispisani kružno uz ruba jezgre kovanice. | u povodu proglašenja godine 2025. »Godinom obilježavanja 1100. obljetnice Hrvatskoga Kraljevstva«, s prigodnim motivima koji predstavljaju kralja Tomislava, koji je 925. godine okrunjen za hrvatskoga kralja, koja se smatra početnom godinom vrlo važne 1100. obljetnice Hrvatskoga Kraljevstva s iznimno bogatim povijesnim, kulturološkim i političkim značenjem za Republiku Hrvatsku. Prikaz spomenika kralja Tomislava bio je jedan od osnovnih motiva na naličju novčanice od 1000 kuna. |
| [ 27 ]        |                 | 2025.               | –       | – | u sklopu serije »Hrvatski gradovi«, s prigodnim motivima koji predstavljaju znamenitu građevinu u Gradu Puli |

## Utjecaj
Ministarstvo financija Republike Hrvatske procijenilo je trošak prijelaza s kune na euro na oko dvije milijarde kuna. Državna analiza pokazuje kako bi većina troškova bila na gubitku pretvorbenoga posla bankovnoga sustava, što bi moglo dovesti do povećanja ostalih bankovnih naknada. Postoji mogućnost općega povećanja potrošačkih cijena, uz istovremeni opći rizik pretvorbe valute za većinu dužnika.

## Promocija eura u Hrvatskoj
Tijekom listopada održana su četiri Dana eura, a prvi je održan u Osijeku 8. listopada 2022. Ostala tri Euro Dana održala su se u Rijeci (15. listopada), Splitu (22. listopada) i u Zagrebu 29. listopada 2022. godine, radi »promocije ulaska Hrvatske u eurozonu i edukacije lokalnog stanovništva o euru«.
Hrvatska gospodarska komora i Hrvatska narodna banka zakazale su za 2. listopada 2022. mrežnu edukaciju s namjerom pružanja osnovnih informacija o euru i novom dizajnu kovanica.
Od 19. listopada do 17. prosinca 2022. u 27 gradova u Hrvatskoj održana je promocijska kampanja eura u Hrvatskoj pod nazivom »Euro na kotačima«.

## Spor
Izbor Nikole Tesle za nacionalnu stranu hrvatskih euronovčanica ishodovao je protivljenjem Narodne banke Srbije zbog njegove srpske narodnosti, iako je rođen u Hrvatskoj. Hrvatski premijer Andrej Plenković komentirao je: »Da sam na čelu Narodne banke Srbije, rekao bih bravo«. Međutim, 4. veljače 2022., hrvatska vlada predstavila je novi dizajn eura s nacionalnim motivima Hrvatske, uključujući Nikolu Teslu na kovanicama od 10, 20 i 50 euro centi. To je dovelo do još jednog vala protivljenja u srbijanskim medijima.

## Vanjske poveznice
- euro.hr